# تصحر

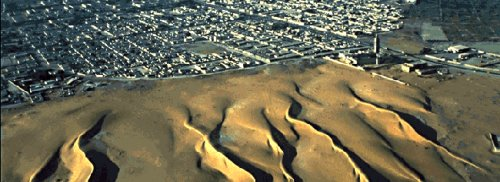
نواكشوط عاصمة موريتانيا واجهت تحدي زحف الكثبان الرملية بتنظيم حملات تشجير واسعة النطاق.

التصحر (بالإنجليزية: Desertification)‏ هو تعرض الأرض للتدهور في المناطق القاحلة وشبه القاحلة والجافة شبه الرطبة، مما يؤدي إلى فقدان الحياة النباتية والتنوع الحيوي بها، ويؤدي ذلك إلى فقدان طبقة التربة السطحية ثم فقدان قدرة الأرض على الإنتاج الزراعي ودعم الحياة الحيوانية والبشرية. حيث تُفقد الإنتاجية البيولوجية نتيجة للعمليات الطبيعية أو بفعل الأنشطة البشرية، ويؤثر التصحر تأثيراً كبيراََ على الحالة الاقتصادية للبلاد، حيثُ يؤدي إلى خسارة تصل إلى ما يقارب (400 مليار دولار) سنوياً في المحاصيل الزراعية وبالتالي زيادة أسعارها.

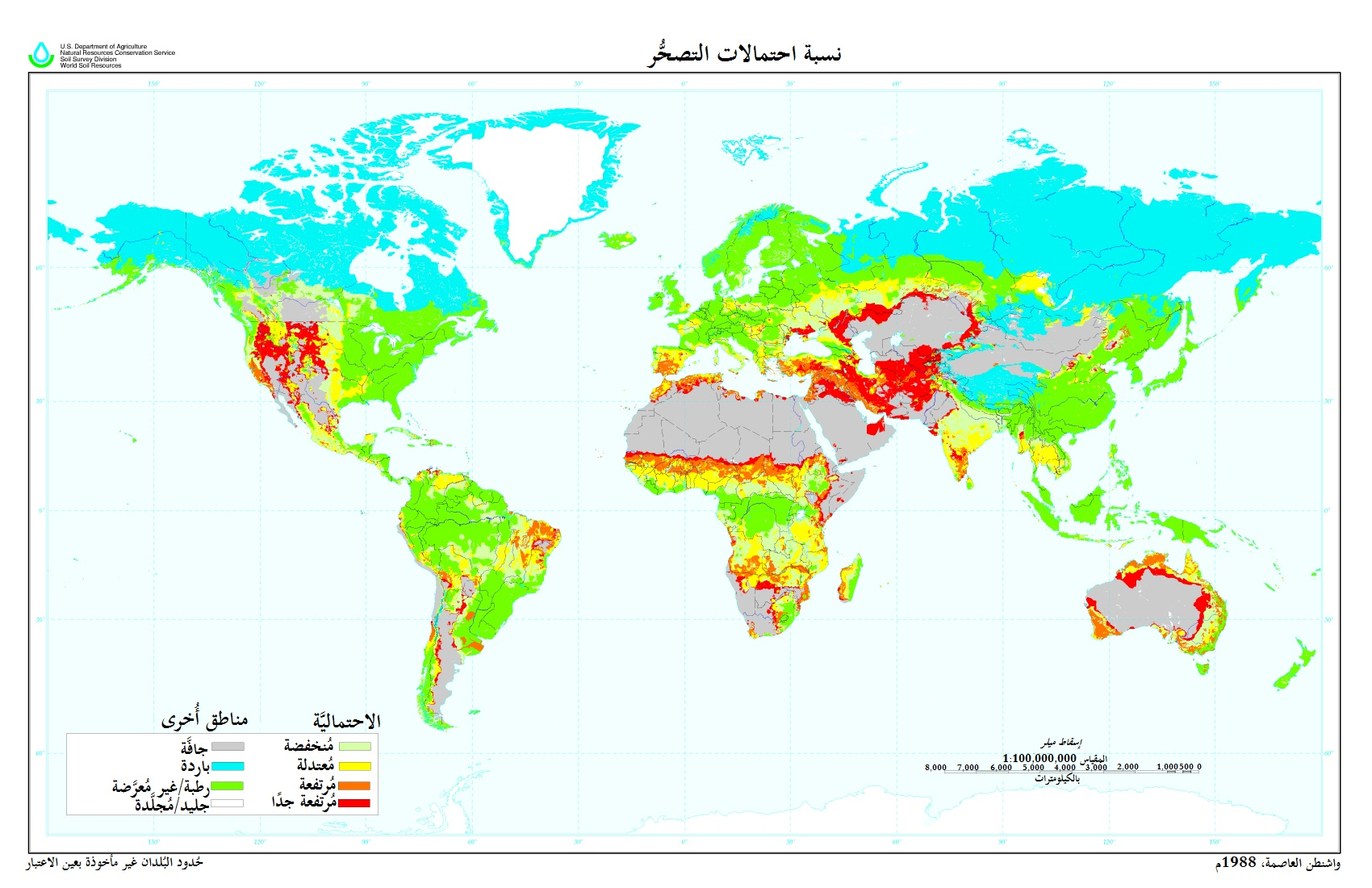
خريطة وزارة الزراعة الأمريكية لعام 1998، تُظهِر التصحر على المستوى العالمي.

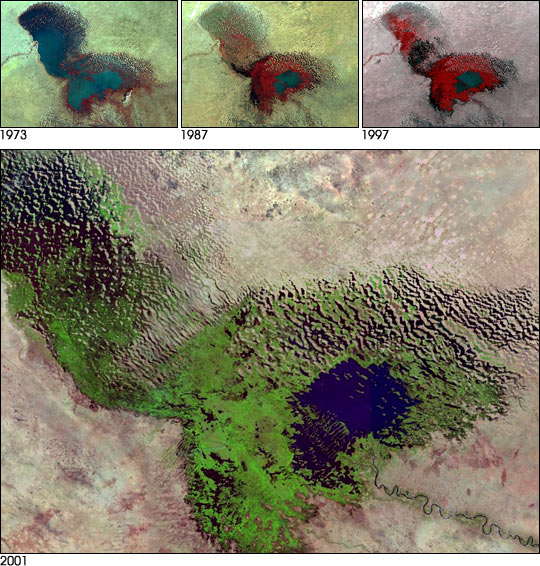
بحيرة تشاد في صورة مأخوذة بواسطة الأقمار الصناعية عام 2001، حيث يظهر البحيرة الفعلية باللون الأزرق. فقدت البحيرة أكثر من 90% من مساحتها السطحية بين عامي 1987 و2005.

عبر فترات التاريخ الجيولوجي، تطورت الصحاري بشكل طبيعي، وفي العصور الحديثة، أصبحت التأثيرات المحتملة للأنشطة البشرية، وسوء إدارة الأراضي، والتصحر الناجم عن تقليص مساحات الغابات، وتغير المناخ، موضوعًا للكثير من الدراسات العلمية.

## تعريف التصحر
حتى عام 2005، كان هناك جدل كبير بشأن التعريف الصحيح لمصطلح "تصحر الأراضي". وجد هيلموت غايست (2005) أكثر من 100 تعريف رسمي، ولكن التعريف الذي كان الأكثر قبولاََ من بين هذه التعاريف؛ من أطلقه قاموس جامعة برنستون الذي عرّف التصحر بأنه "عملية تحوّل الأراضي الخصبة إلى صحراء، عادة نتيجة لقطع الأشجار، أو الجفاف، أو الزراعة غير السليمة وغير الملائمة"، حيثُ أظهر هذا التعريف بوضوح الارتباط الوثيق بين تصحر الأراضي والأنشطة البشرية، ولا سيما استخدام الأراضي وممارسات إدارة الأراضي، كما أبرز التأثيرات الاقتصادية والاجتماعية والبيئية لتصحر الأراضي. ومع ذلك، فقد تم رفض هذا الفهم الأصلي الذي يشير إلى أن تصحر الأراضي ينطوي على التوسع الفيزيائي للصحارى مع تطور المفهوم.
تم تعريف تصحر الأراضي في نص اتفاقية الأمم المتحدة لمكافحة التصحر على أنه "تدهور الأراضي في المناطق القاحلة والشبه القاحلة والجافة شبه الرطبة نتيجة لعوامل متعددة، بما في ذلك التغيرات المناخية والأنشطة البشرية وفقًا لهولم وكيلي (1993)".
هناك أيضًا جدل حول تقسيم أنواع تصحر الأراضي، بما في ذلك، مصطلحات مثل "الصحراء المصنوعة بواسطة الإنسان" و"الصحراء غير المنتظمة".

## تاريخ التصحر
تم تشكيل أشهر الصحارى في العالم عن طريق عمليات طبيعية تتفاعل على مدى فترات طويلة من الزمن، خلال معظم هذه الفترات، نمت وانكمشت الصحارى بصورة مستقلة عن الأنشطة البشرية، حيثُ أن الصحارى القديمة هي بحار رملية كبيرة لا تزال غير نشطة حاليًا بسبب استقرار النباتات، وتمتد بعضها إلى ما وراء حدود الصحارى الأساسية الحالية، مثل الصحراء الكبرى وهي أكبر صحراء ساخنة.
تشير الأدلة التاريخية إلى أن التدهور الأرضي الجاد والواسع النطاق الذي حدث قبل عدة قرون في المناطق القاحلة كان له ثلاثة مراكز رئيسية؛ البحر الأبيض المتوسط، وادي الرافدين وهضبة لويس في الصين، حيث كانت الكثافة السكانية مرتفعة.
ظهرت أقرب مناقشة معروفة حول هذا الموضوع بعد فترة قصيرة من استعمار فرنسا لغرب إفريقيا، عندما كلفت اللجنة الدراسية بإجراء دراسة حول التصحر التدريجي لاستكشاف توسع الصحراء الكبرى في العصور القديمة. نشأت دراسة تصحر الأراضي الحديثة من دراسة الجفاف في الساحل خلال فترة الثمانينيات.

## المناطق المتأثرة

الشمس والقمر والتلسكوبات الكبيرة فوق صحراء أتاكاما في تشيلي.

تشغل المناطق الجافة حوالي (40-41٪) من مساحة اليابسة في الأرض وتعد موطنًا لأكثر من 2 مليار نسمة. وقد تم تقدير أن حوالي (10-20٪) من المناطق الجافة تعاني بالفعل من التدهور، ويتراوح إجمالي المنطقة المتأثرة بالتصحر بين 6 و 12 مليون كيلومتر مربع، وأن حوالي (1-6٪) من سكان المناطق الجافة يعيشون في مناطق تعاني من التصحر، وأن مليار شخص مهددون بمزيد من التصحر.

### الساحل

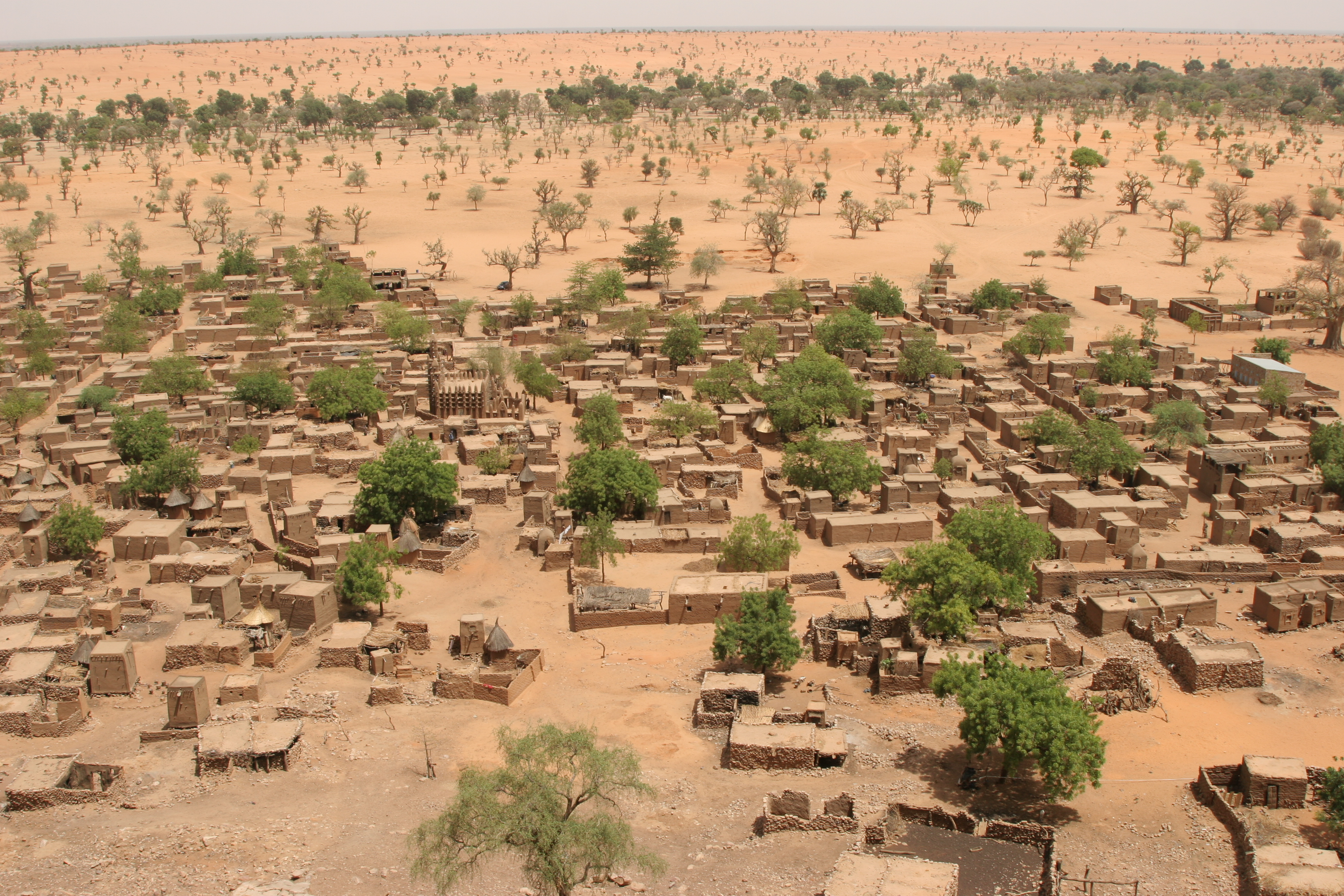
منطقة الساحل في مالي.

تعرض الساحل لتأثيرات التغير المناخي العالمي والأنشطة البشرية. في هذه المنطقة، مستوى التصحر مرتفع جدًا مقارنة بمناطق أخرى في العالم، حيث تشكل جزءًا رئيسيًا. تتميز جميع المناطق الموجودة في الجزء الشرقي من أفريقيا (أي في منطقة الساحل) بمناخ جاف ودرجات حرارة عالية وأمطار قليلة (300-750 مم من الأمطار في السنة).

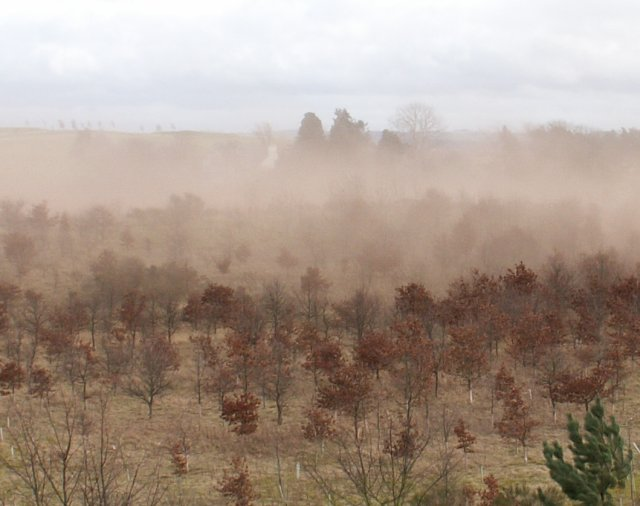
تأثير تعرية الرياح في خارج لوتشارز.

تشير بعض الدراسات إلى أن أفريقيا فقدت حوالي 650,000 كيلومتر مربع من أراضيها الزراعية الإنتاجية خلال الـ 50 سنة الماضية؛ حيث أن انتشار التصحر في هذه المنطقة كبير. تعرض مناخ الصحراء لتغيرات هائلة على مدار العديد من الآلاف من السنين الماضية، حيثُ يتذبذب المناخ في الصحراء بين الرطوبة (السهول العشبية) والجفاف (الصحراء) كل 20,000 سنة، يُعتقد أن هذه الظاهرة ناجمة عن التغيرات الطويلة الأجل في دورة المناخ الشمال الأفريقي التي تؤثر على مسار موسم الرياح الشمال الأفريقية، وتحدث نتيجة لدورة تبلغ حوالي 40,000 سنة يتغير فيها ميل المحور الأرضي بين (22°) و (24.5°). تشير بعض الإحصاءات إلى أن الصحراء قد امتدت نحو الجنوب بمقدار 250 كيلومترًا على مدى قطعة أرض تمتد من الغرب إلى الشرق وتبلغ 6000 كيلومتر منذ عام 1900.

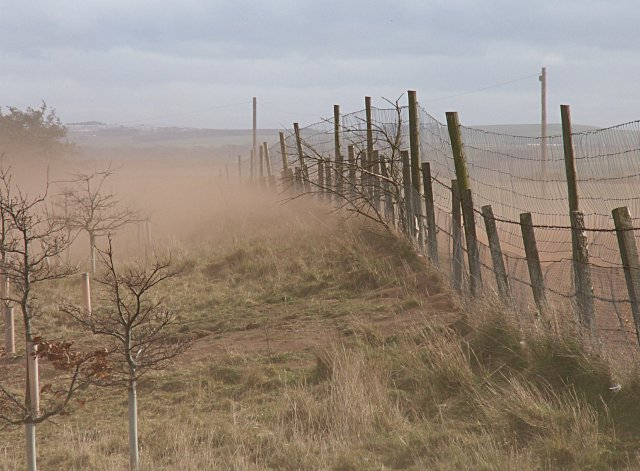
تعرية التربة، أيام التجريد الرملية بفعل الرياح الجافة والدافئة القادمة من الجنوب الغرب.

أظهرت الدراسة التي أجراها معهد البحوث للتنمية أن هذا يعني انتشار الجفاف بسرعة في دول الساحل، تدهور (70٪) من المنطقة القاحلة واختفاء مصادر المياه، مما يؤدي إلى تدهور التربة. فقدان التربة العليا يعني عدم قدرة النباتات على أن تترسب بقوة ويمكن أن يتم سحبها من قبل المياه الجارفة أو الرياح القوية.
تقول اتفاقية الأمم المتحدة إن حوالي ستة ملايين مواطن من دول الساحل سيضطرون إلى مغادرة مناطق الصحراء في إفريقيا جنوب الصحراء نحو شمال أفريقيا وأوروبا بين عامي 1997 و2020. حيثُ تعرض بحيرة تشاد، الموجودة في منطقة الساحل، لآثار قوية جدًا جراء هذه الظاهرة. سبب جفاف البحيرة يعود إلى سحب المياه للري وتناقص الأمطار السنوية. انكمشت مساحة البحيرة بنسبة تزيد عن (90%) منذ عام 1987، مما أدى إلى تشريد ملايين السكان. تمكنت الجهود الأخيرة من تحقيق بعض التقدم في استعادتها، ولكنها لا تزال تعتبر معرضة لخطر الاختفاء تمامًا.
يعمل العلماء في أفريقيا على مشروع للحد من التصحر في منطقة الساحل. يتكون هذا المشروع من زراعة حائط من النباتات بطول يصل إلى (7775) كيلومترًا وعرض يبلغ (9 كيلومترات)، حيثُ يهدف هذا النباتات إلى الاحتفاظ بالماء في التربة بعد الأمطار، مما يساعد على تحويل الأراضي التي أصبحت غير صالحة للزراعة بسبب التدهور إلى أراضٍ صالحة للاستخدام الزراعي. قد ساهمت السنغال بالفعل في المشروع عن طريق زراعة (50,000) فدان من الأشجار. ويقال إن ذلك قد ساهم في تحسين جودة الأراضي وزيادة الفرص الاقتصادية في المنطقة.

### صحراء جوبي
تُتأثر منطقة رئيسية أخرى بتصحر هو صحراء جوبي؛ هي أسرع صحراء تتوسع على وجه الأرض، حيث يتحول أكثر من 3,600 كيلومتر مربع (1,400 ميل مربع) من السهول العشبية إلى أراضٍ قاحلة سنويًا. على الرغم من أن صحراء جوبي نفسها ما تزال بعيدة عن بكين، إلا أن تقارير الدراسات الميدانية تشير إلى وجود تكوينات رملية كبيرة على بُعد 70 كيلومترًا (43.5 ميلاً) فقط خارج المدينة.

### منغوليا
في منغوليا، يُعتبر حوالي 90% من السهول العشبية عُرضة للتصحر وفقًا للأمم المتحدة. يُقدَر أن حوالي 13% من التصحر في منغوليا يُسببه عوامل طبيعية، بينما يُعزى الباقي إلى التأثير البشري وخاصة الرعي المفرط وزيادة تآكل التربة في المناطق المزروعة. تعدَّت المساحة الأرضية في منغوليا المغطاة بالرمال زيادةً بنسبة 8.7% خلال الـ40 سنة الماضية، وقد رافقت هذه التغييرات تدهور 70% من أراضي المراعي في منغوليا. بالإضافة إلى الرعي المفرط وتغير المناخ، أدرجت حكومة منغوليا حرائق الغابات والأمراض الفطرية والأنشطة الغير مستدامة في قطاع الغابات والتعدين كأسباب رئيسية للتصحر في البلاد.
تشير دراسة أحدث أيضًا إلى الرعي المفرط كسبب رئيسي للتصحر، بالإضافة إلى الانتقال من تربية الأغنام إلى تربية الماعز لتلبية الطلب المتزايد على صوف الكشمير للتصدير. وبالمقارنة مع الأغنام، تتسبب الماعز في تلف أكبر للمراعي من خلال تناول الجذور والزهور.

### أمريكا الجنوبية
أمريكا الجنوبية هي منطقة أخرى عُرضة للتصحر، حيث يصنف 25% من الأراضي كأراضٍ جافة. في الأرجنتين بشكل محدد، تمثل الأراضي الجافة أكثر من نصف المساحة الإجمالية للأرض، ويمتلك التصحر القدرة على تعطيل إمدادات الغذاء في البلاد.

## معرض الصور

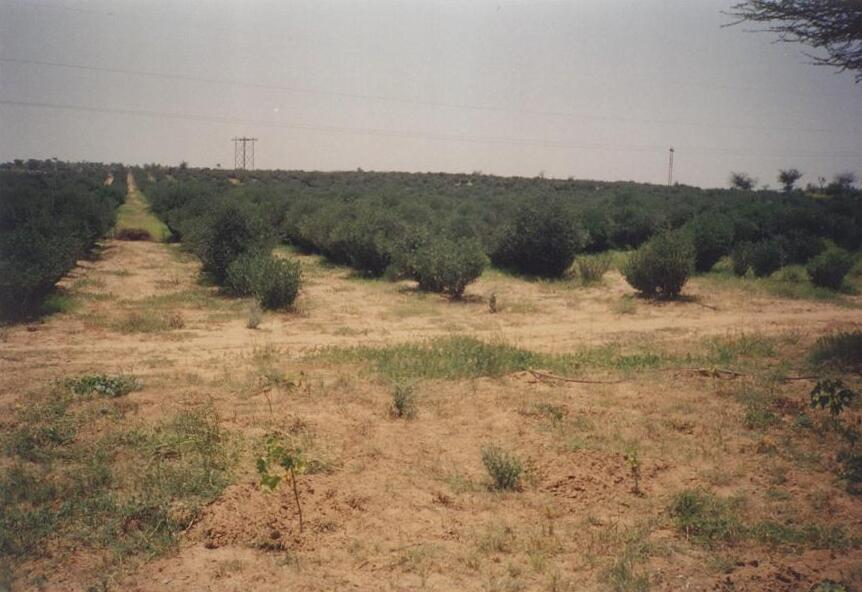
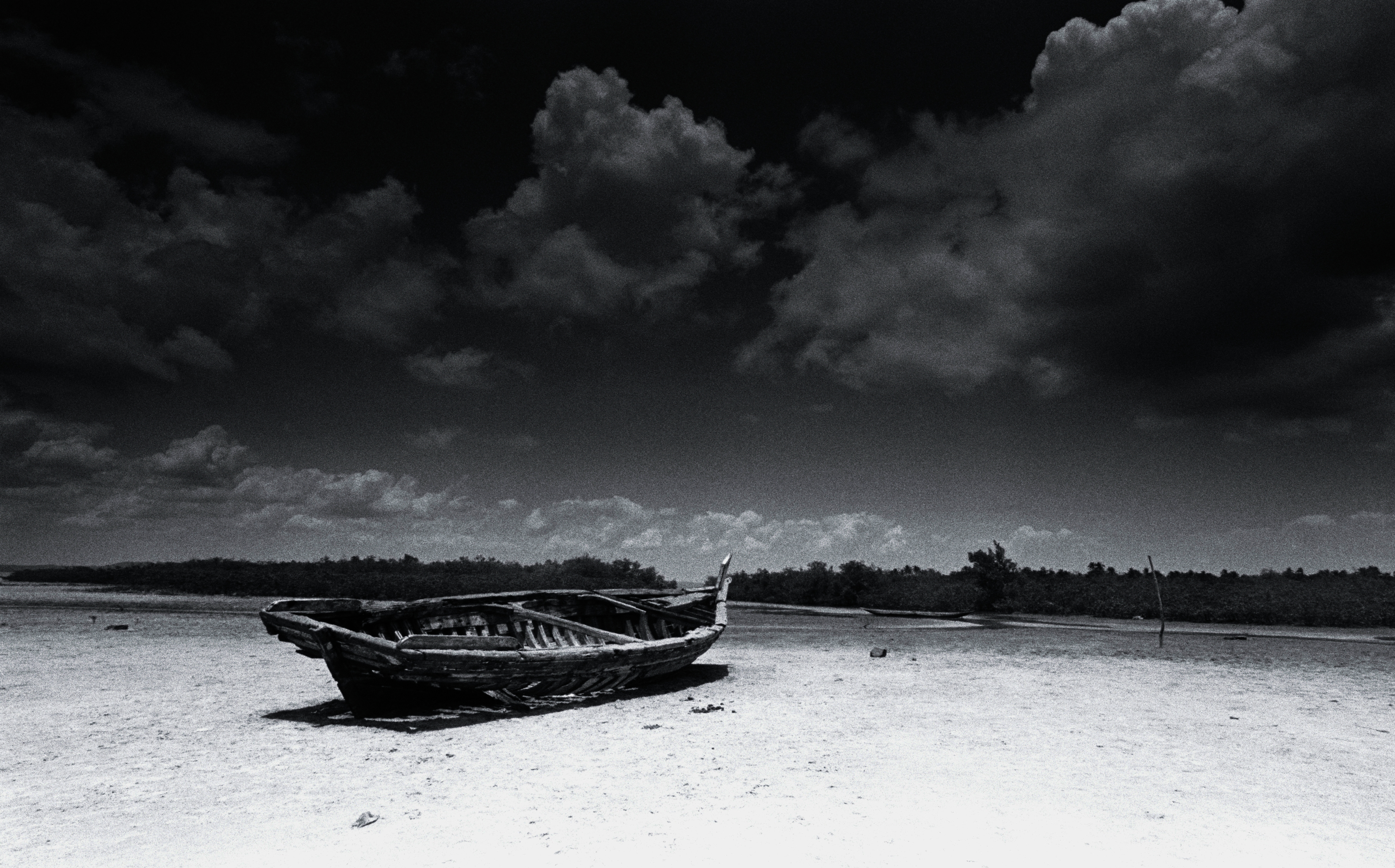
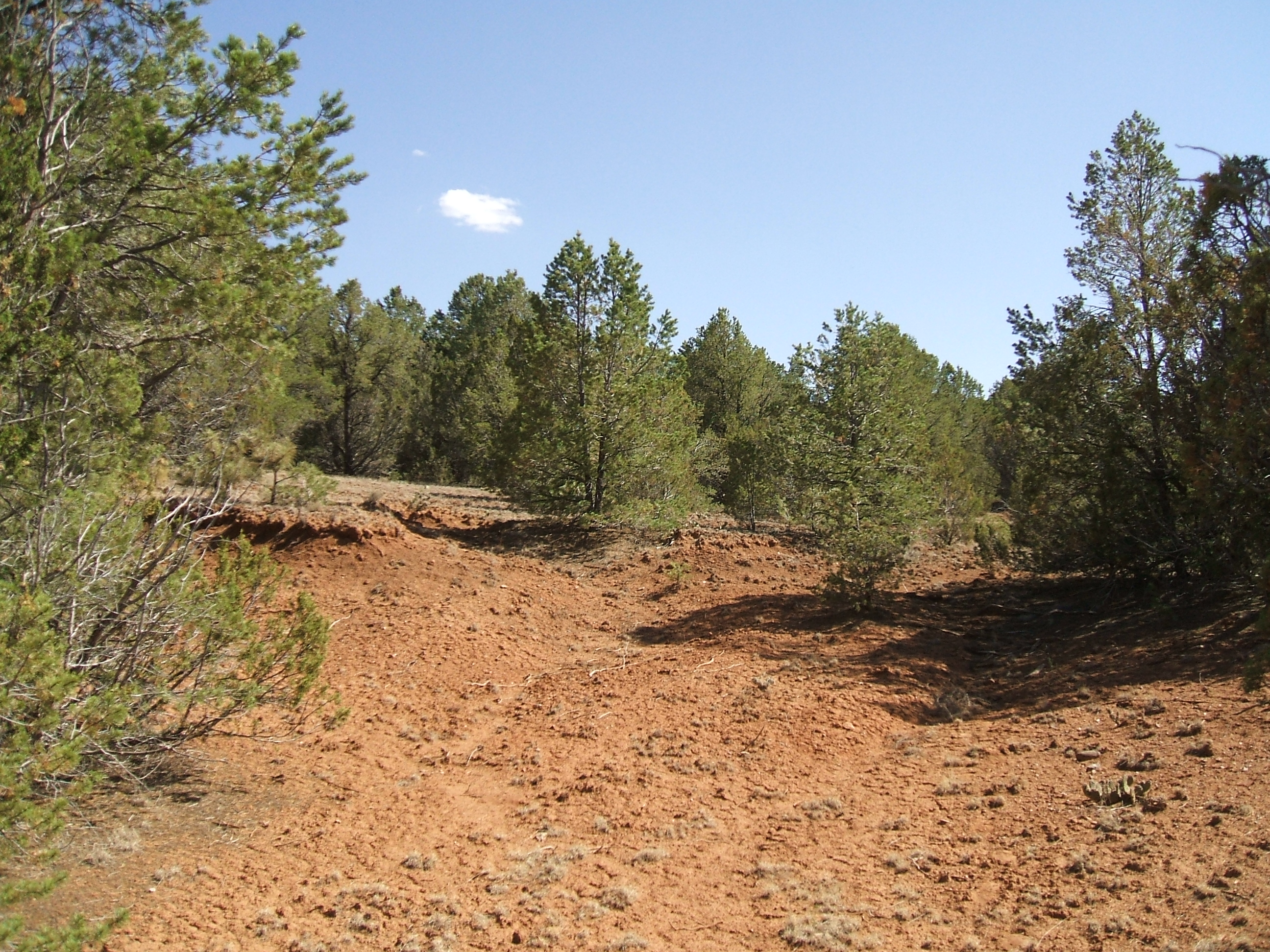
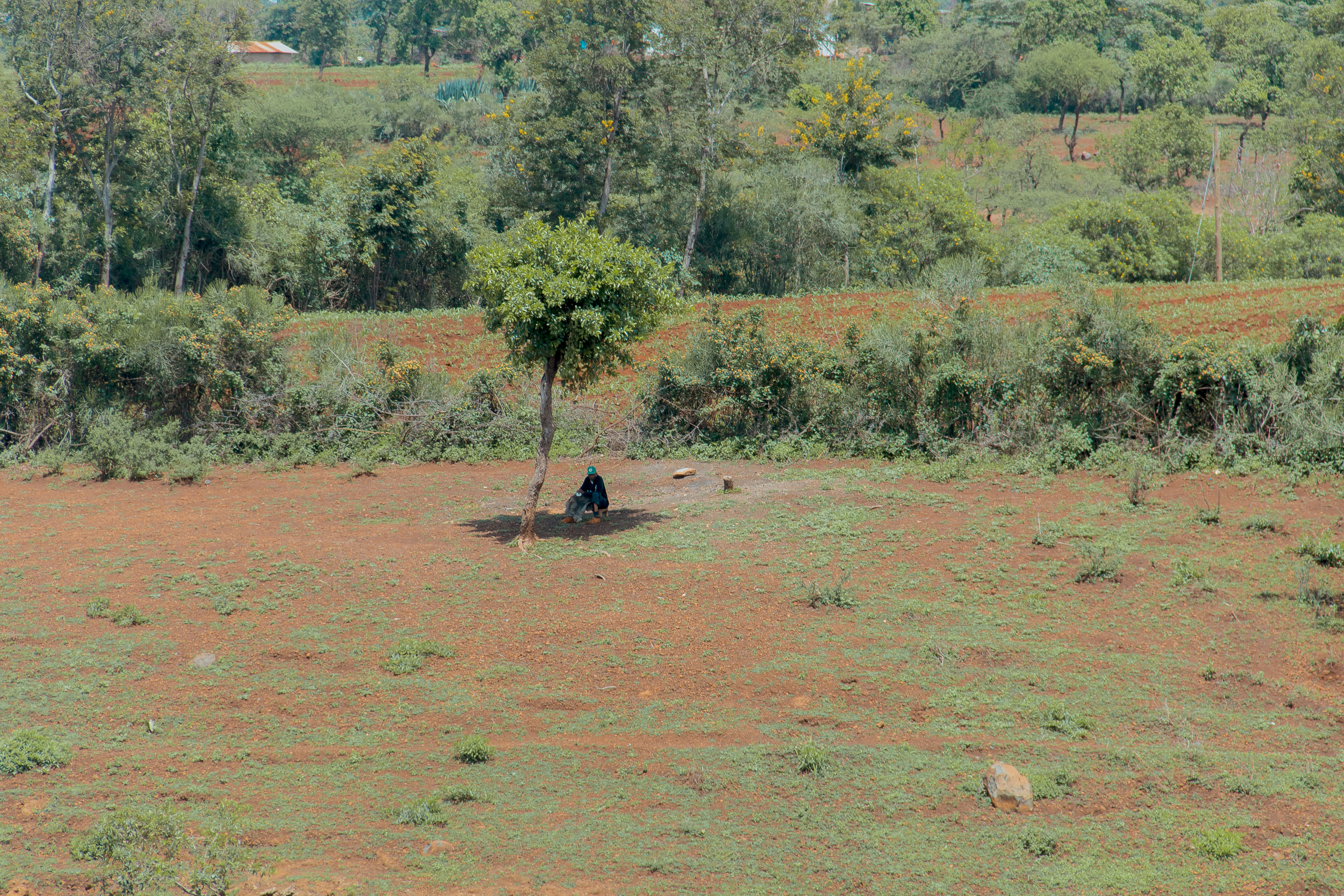
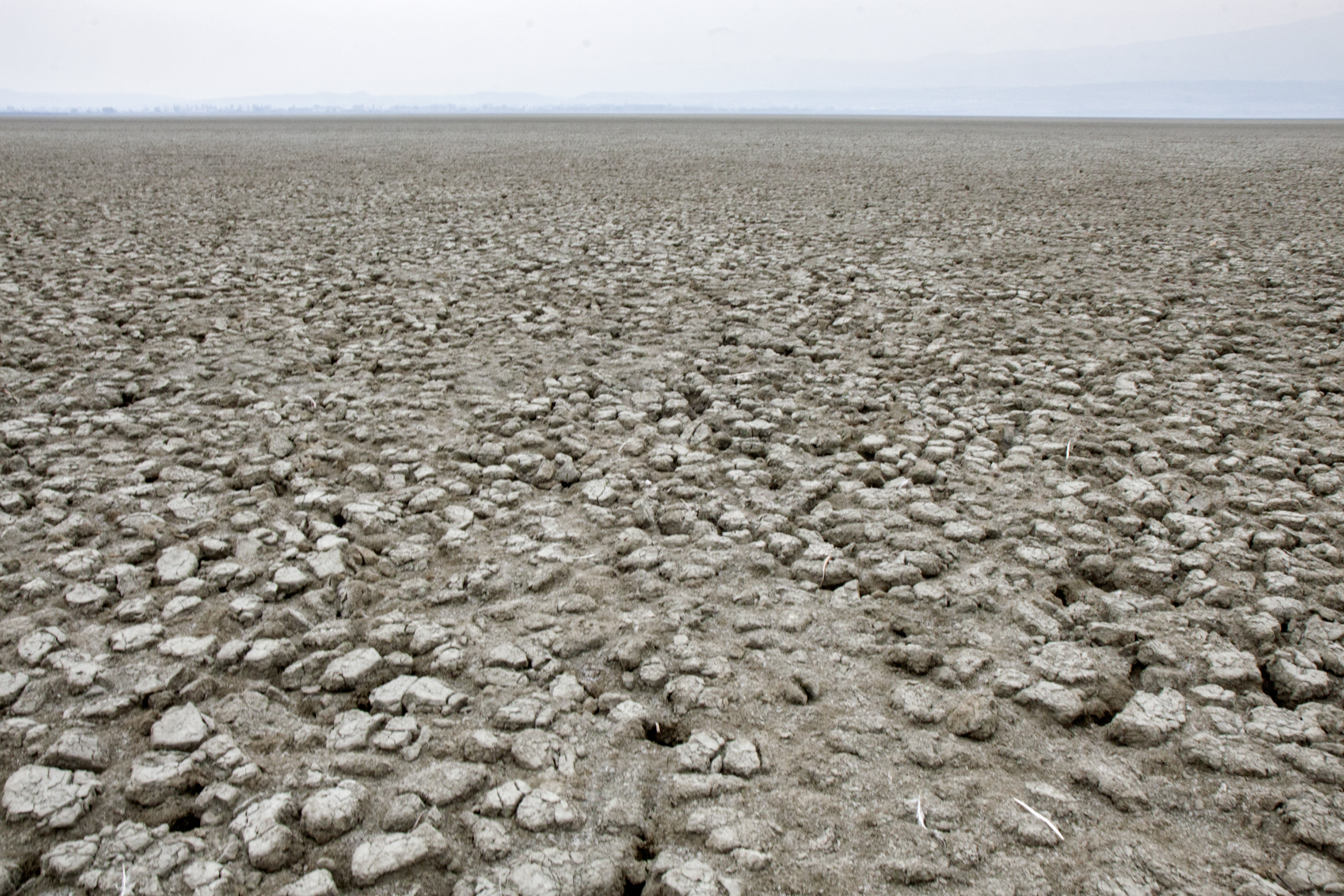
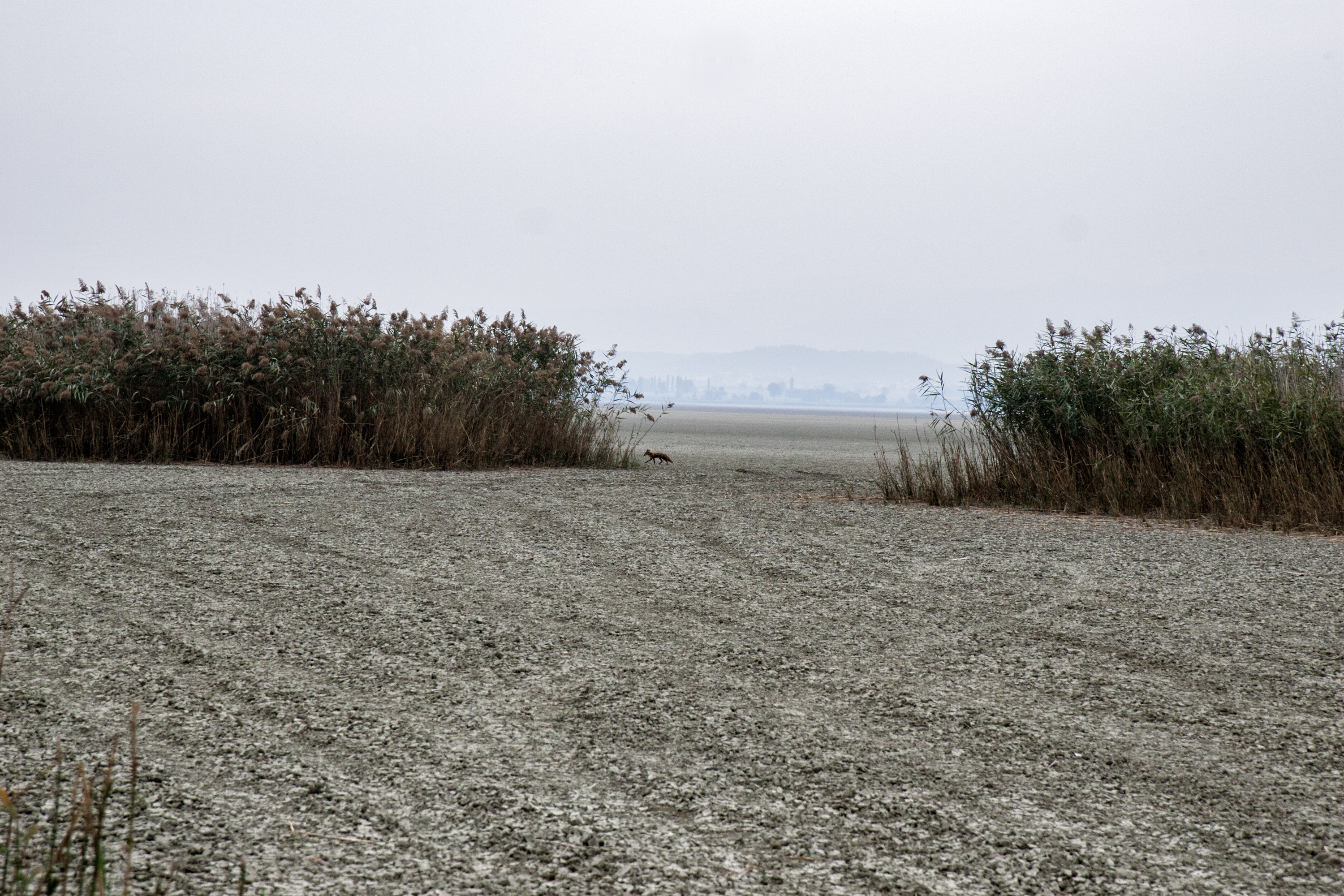
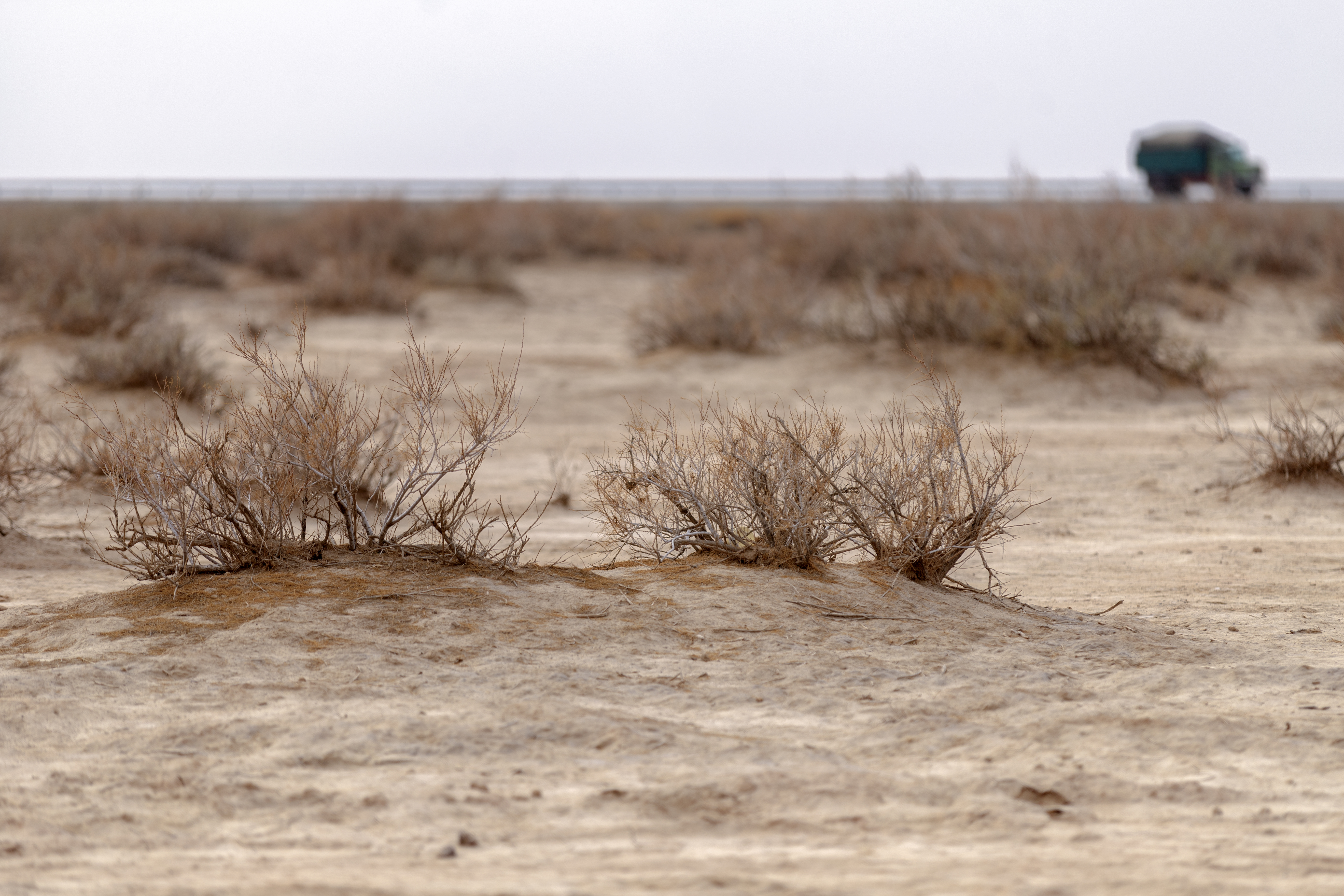
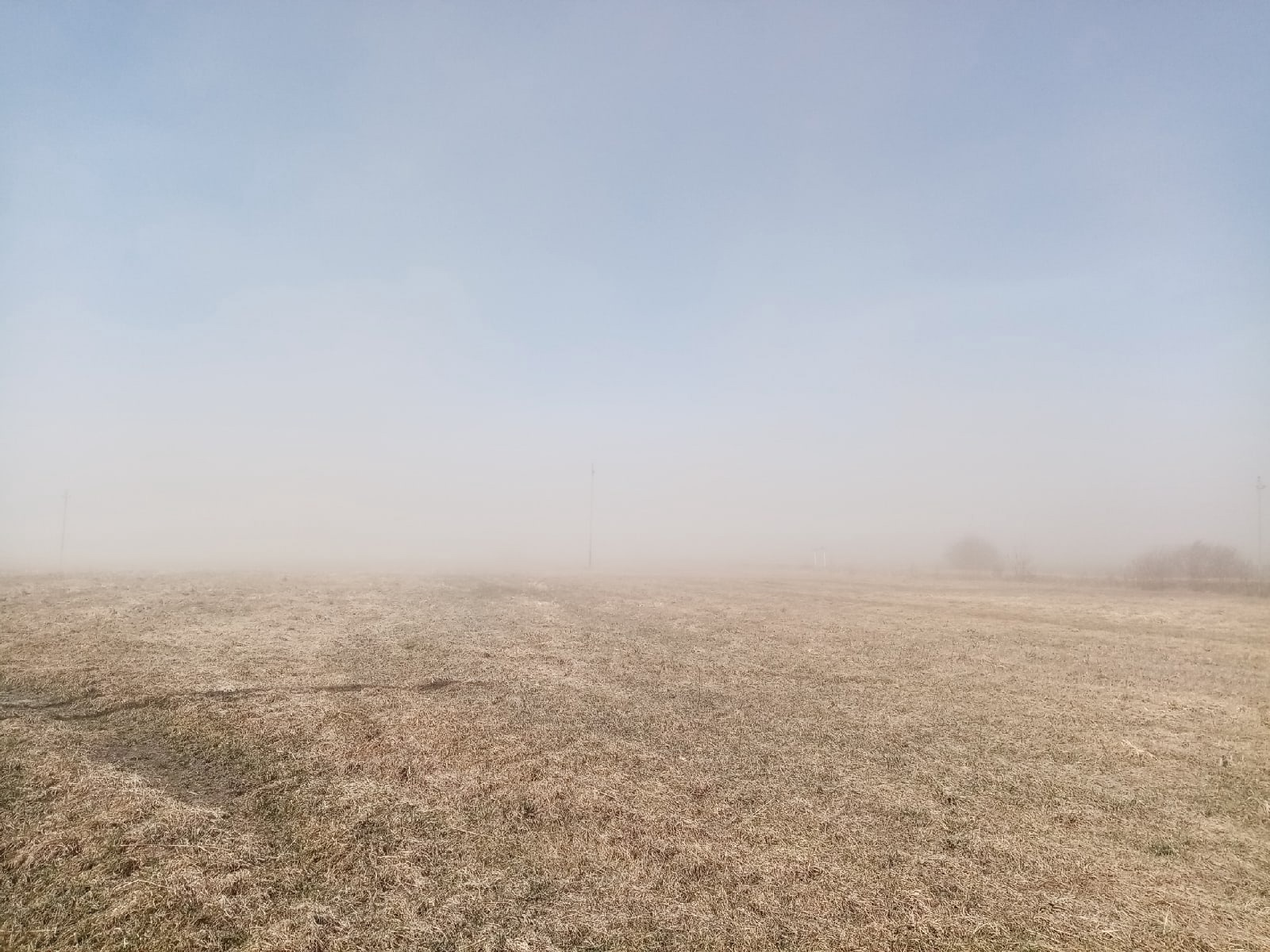
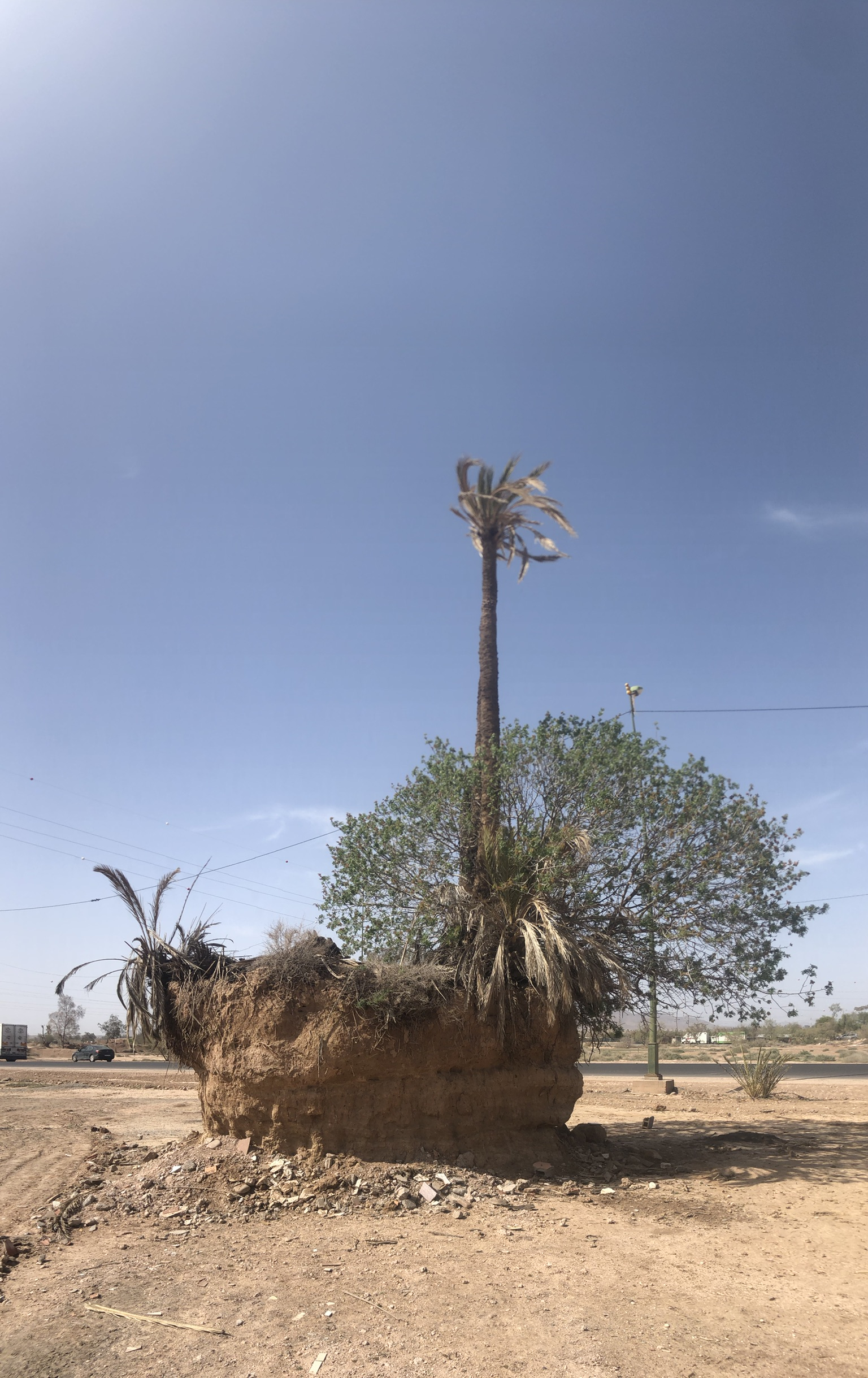
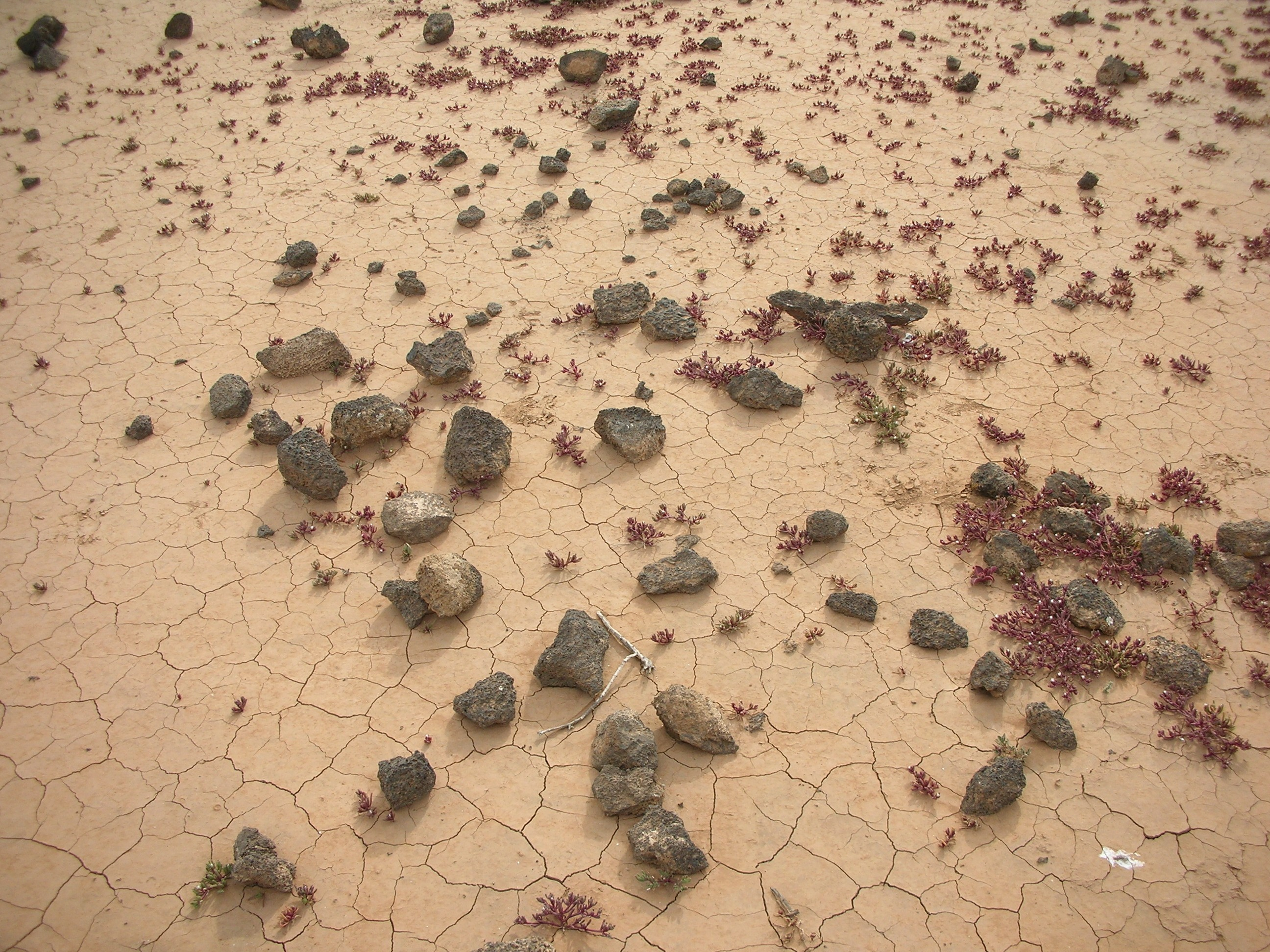
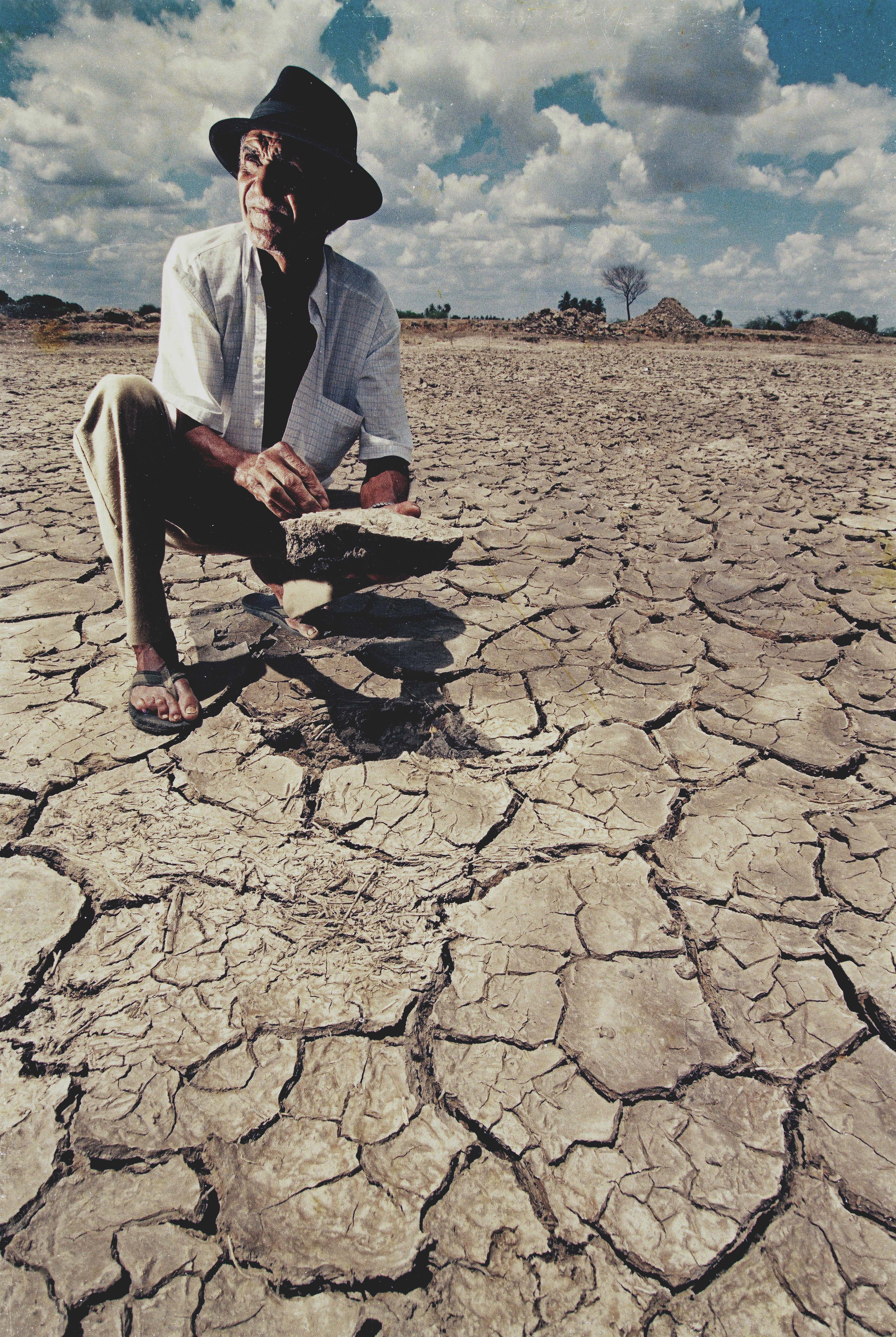
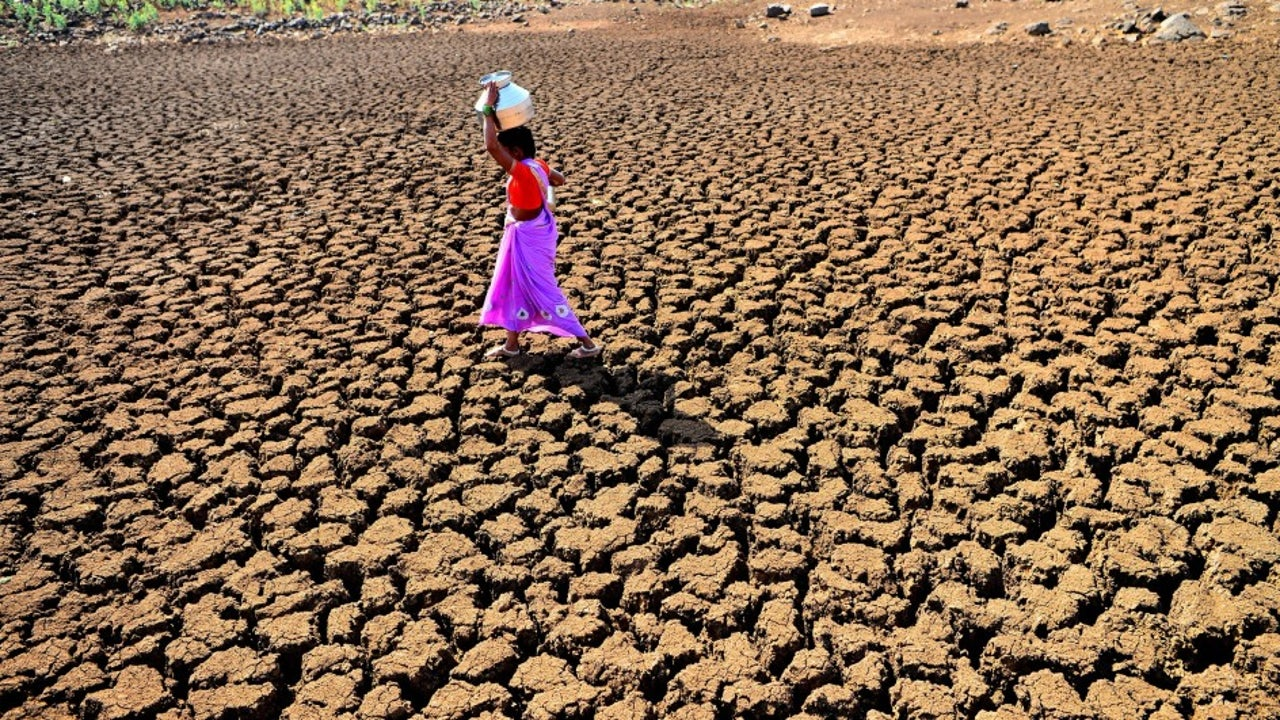
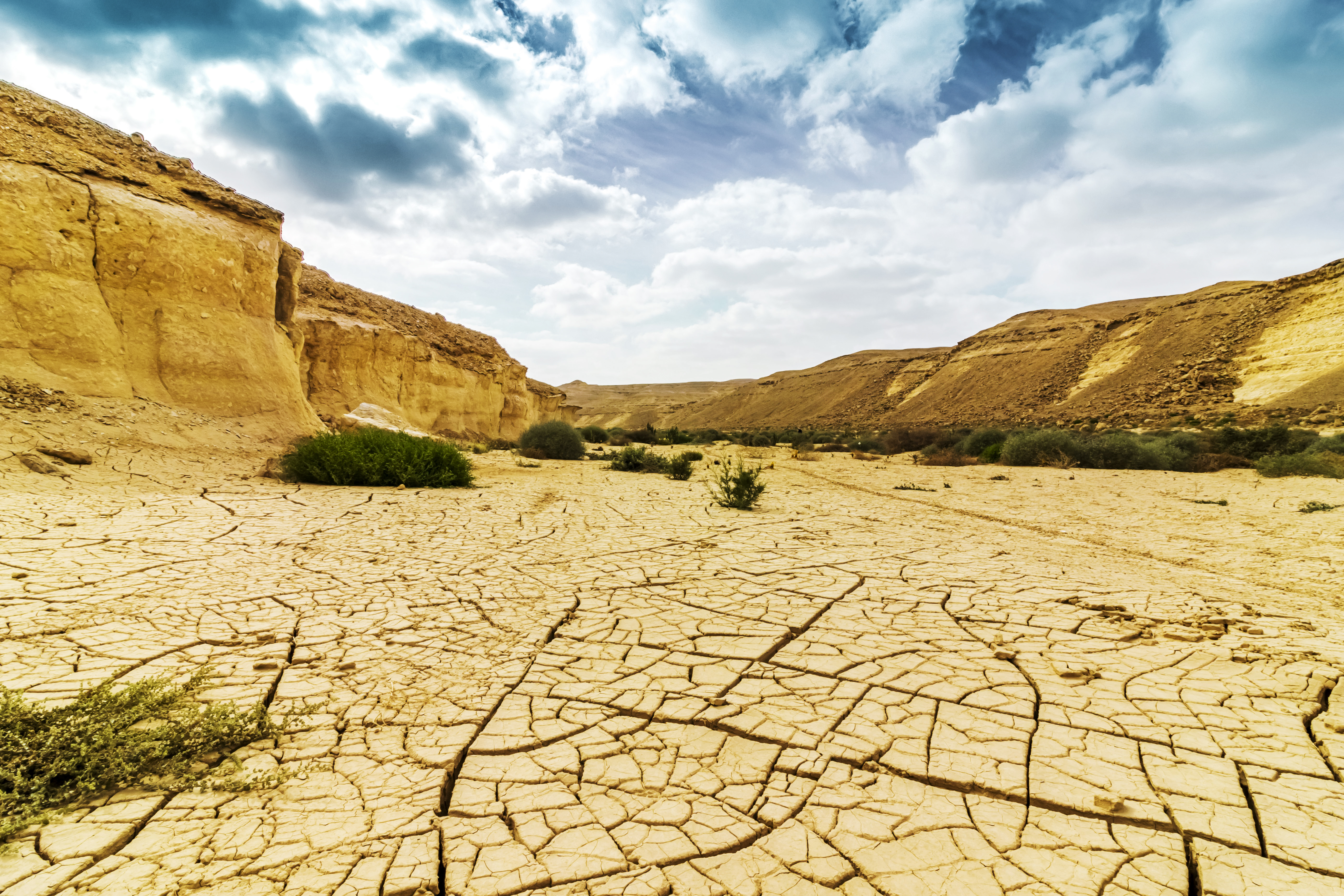
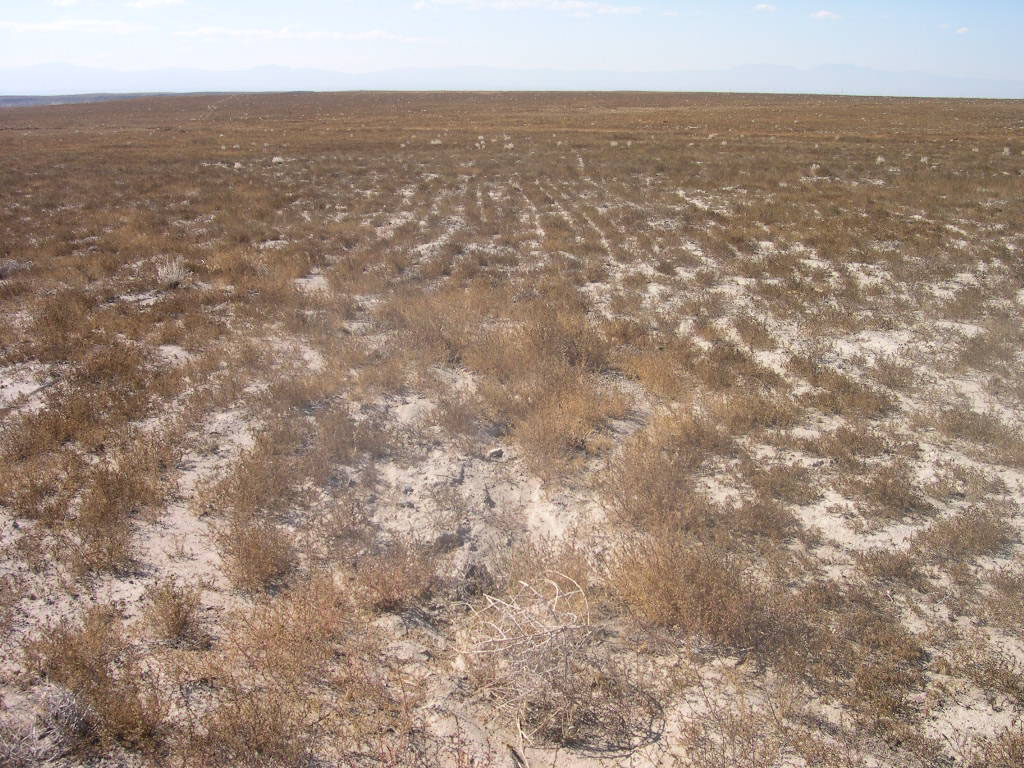
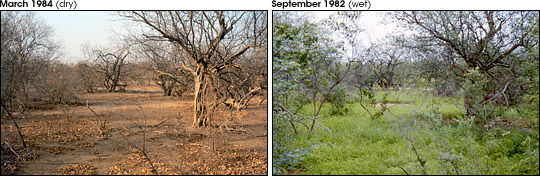
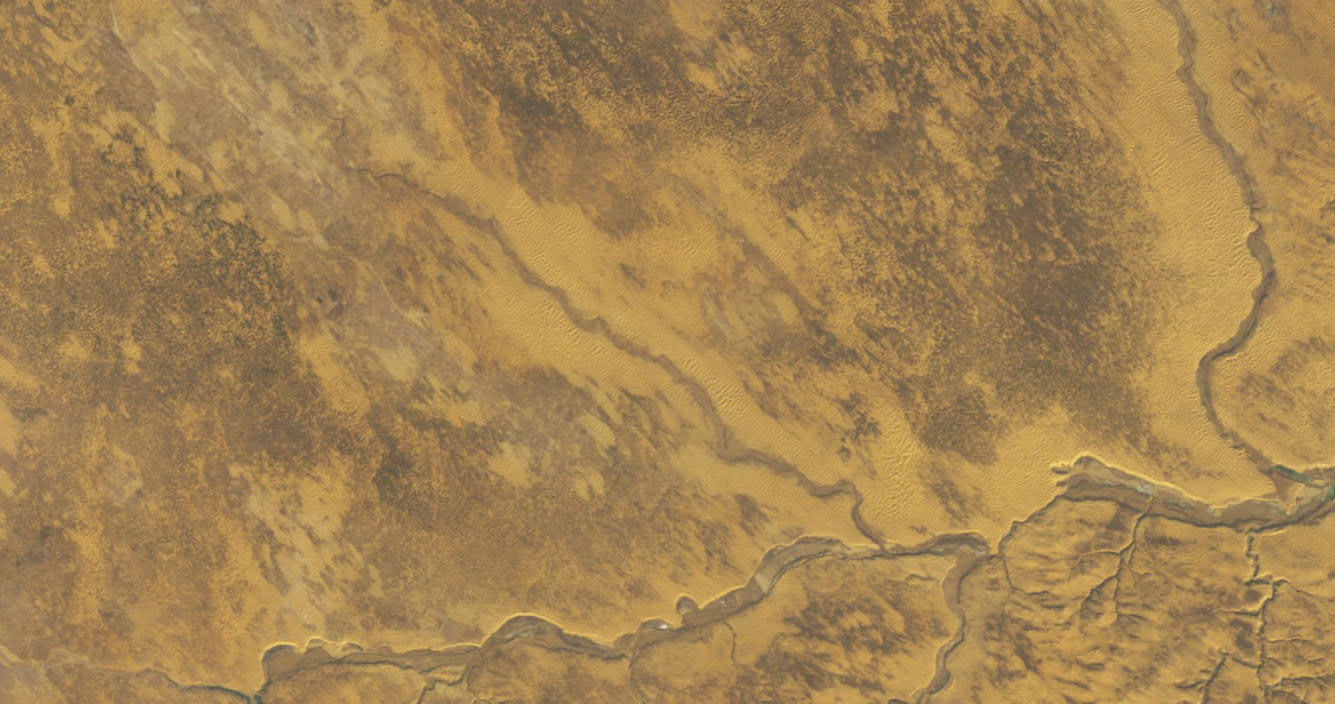
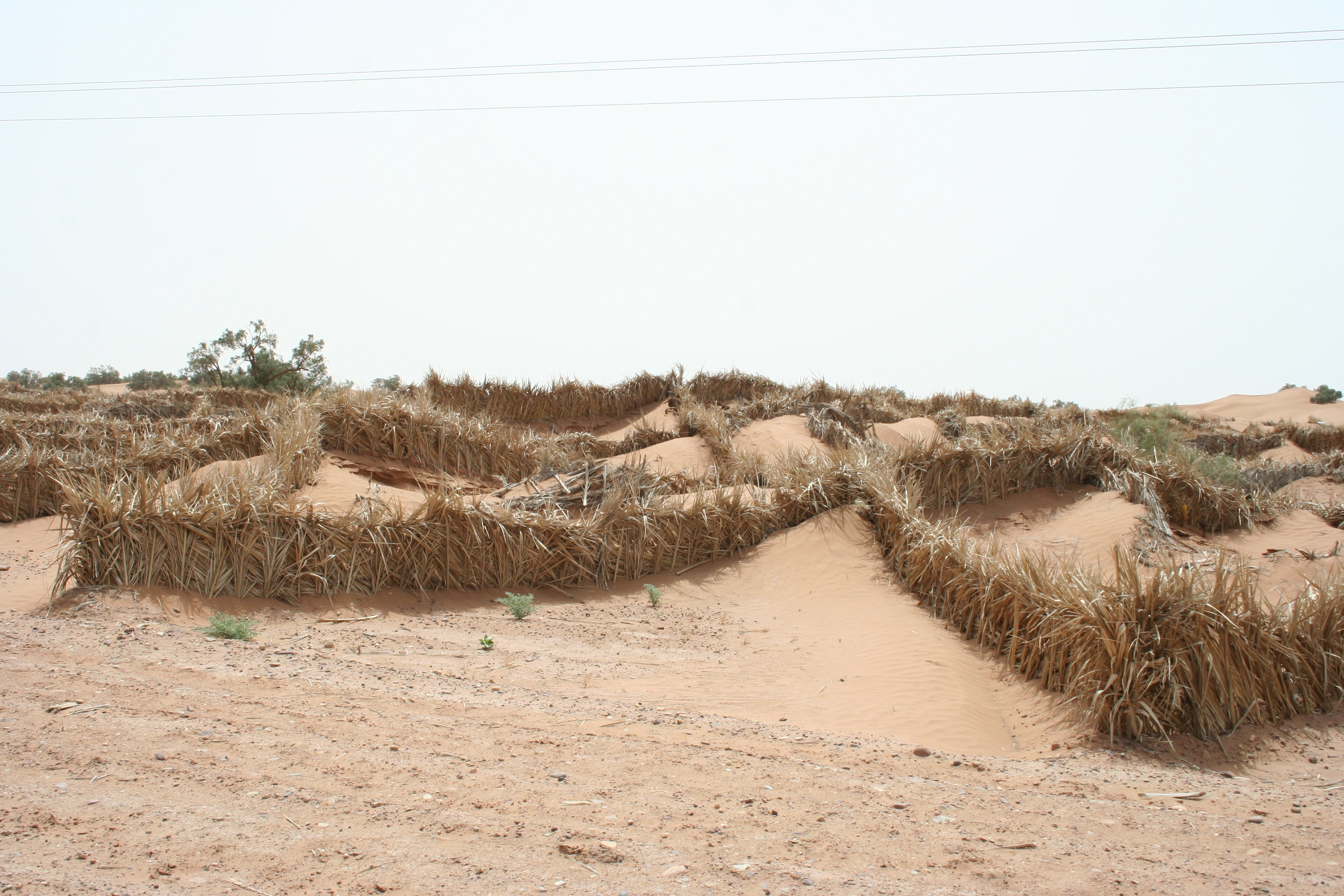
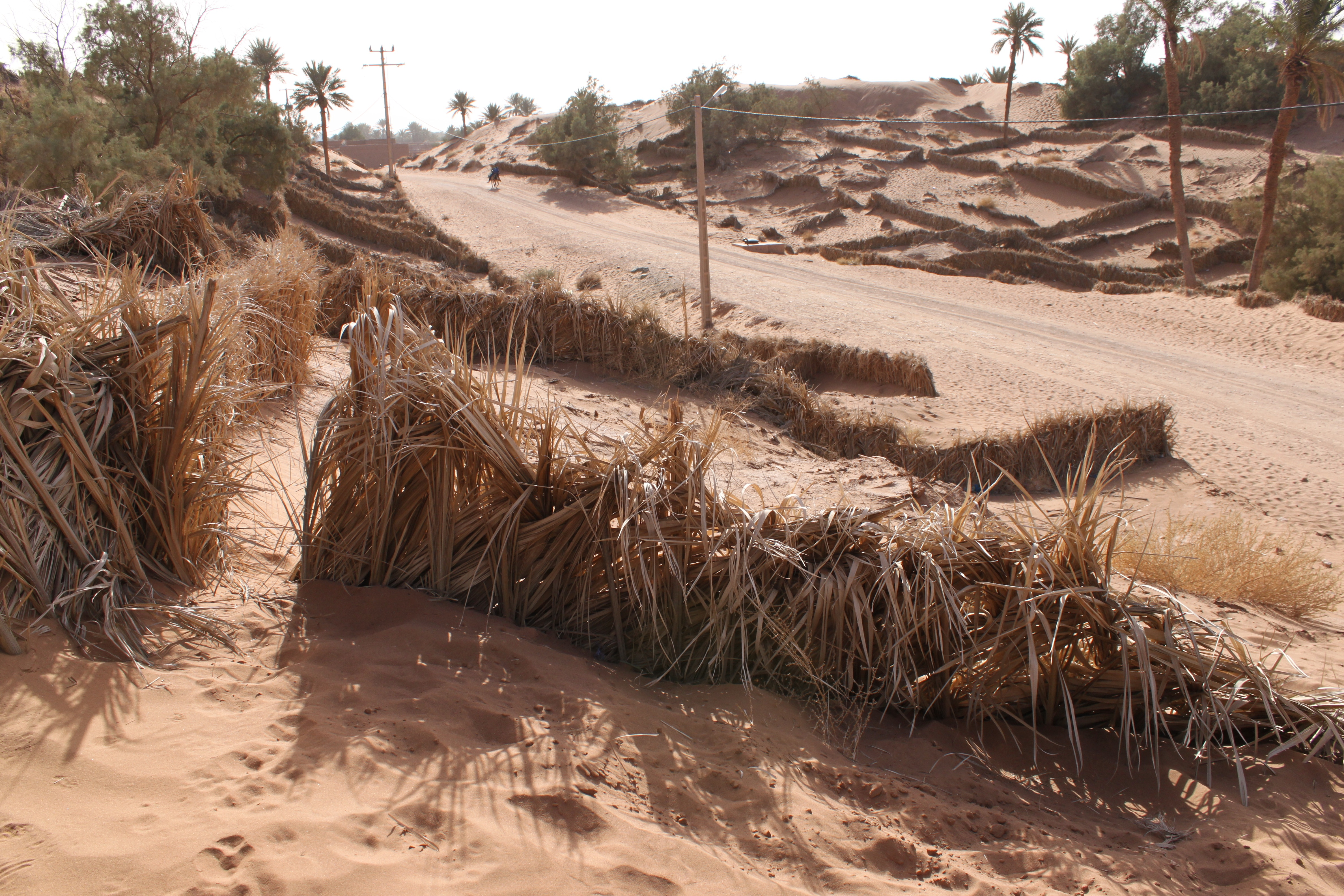
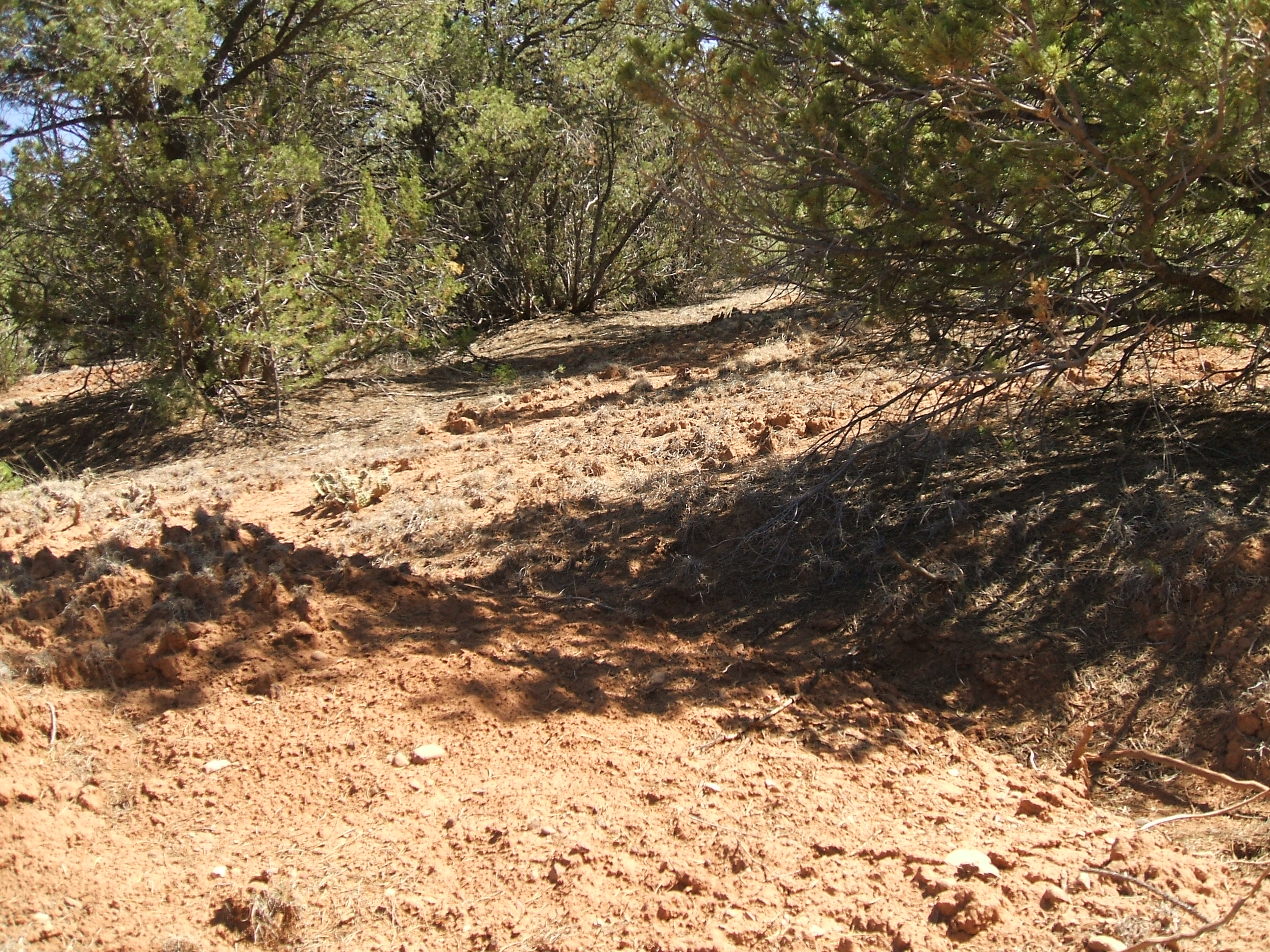
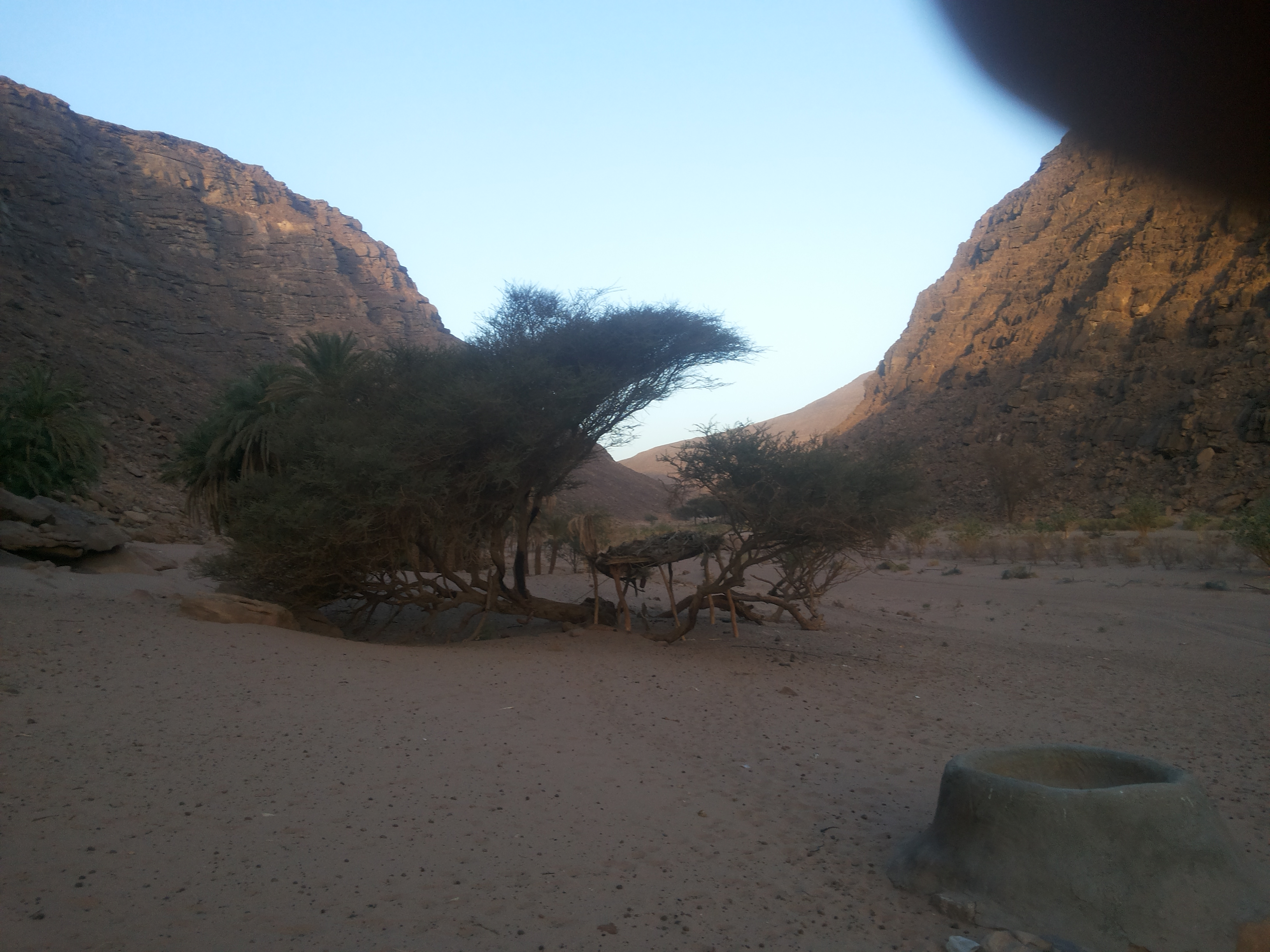
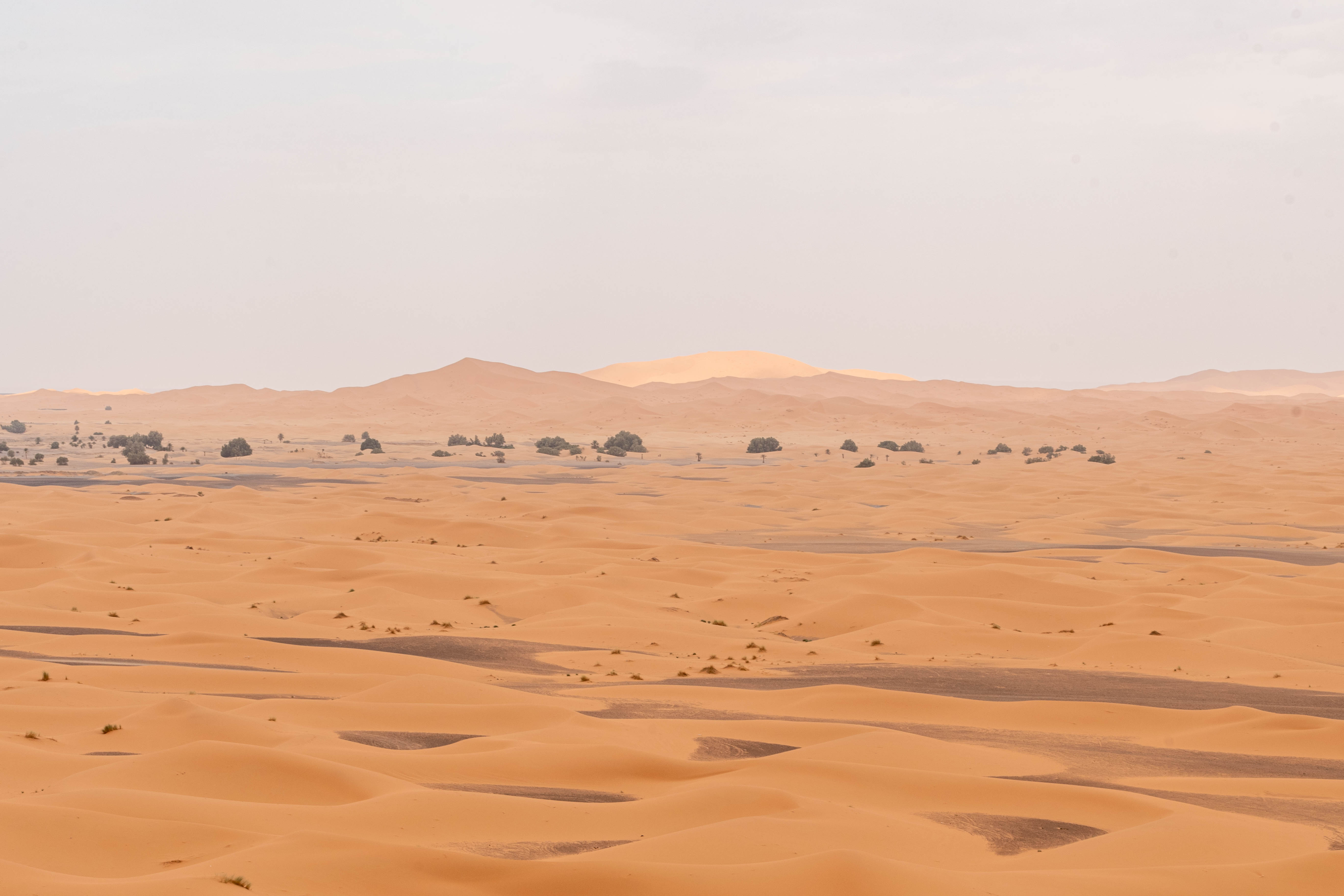

## التصحر في أفريقيا
وإذا كان هذا هو وضع المشكلة عالميًا، فإن القارة السمراء تأتي في مقدمة قارات العالم من حيث التأثر بالمشكلة؛ حيث أن:
- 32% من أراضي العالم الجافة موجودة بالقارة الأفريقية.
- 73% من الأراضي الجافة بأفريقيا المستخدمة لأغراض زراعية قد أصابها التآكل أو التعرية.
- في بعض المناطق بالقارة الأفريقية تفقد أكثر من 50 طنًا من التربة لكل هكتار من الأرض سنويًا. هذا يساوي فقدان 20 مليار طن من النيتروجين، و2 مليار طن من الفوسفور، و41 مليار طن من البوتاسيوم سنويًا.
- أكثر الأراضي تأثرًا في القارة الأفريقية موجودة في سيراليون، ليبيريا، غينيا، غانا، نيجيريا، زائير، جمهورية أفريقيا الوسطى، إثيوبيا، وموريتانيا، النيجر، السودان، والصومال.

مشكلة التصحر بالقارة الأفريقية مشكلة متداخلة ومعقدة لعل أهم عواملها الفقر، والذي يؤدي إلى سوء استخدام الأراضي الزراعية من أجل إنتاج أكبر كمية ممكنة من المحصول، وهو ما يؤدي إلى تدهور التربة، وبالتالي تعريتها، والتي تمثل بداية عملية التصحر. هذا، وبالتالي يؤدي إلى هجرة أصحاب الأراضي المتصحرة داخليًا وعبر الحدود، وهو ما يؤدي إلى زيادة الضغط على الأراضي الزراعية في البلاد المستقبلة، وهو ما يزيد من الضغوط الاجتماعية والسياسية والنزاعات العسكرية، وبالتالي دخلت القارة في حلقة مفرغة لا تنتهي.

## أنظر أيضاََ
- التصحر في سوريا
- التصحر في الأردن
- التصحر في الوطن العربي
- التصحرفي أفريقيا
- اليوم العالمي لمكافحة التصحر والجفاف